# Pseudoxytenanthera
Pseudoxytenanthera es un género posiblemente monotípico de plantas herbáceas de la familia de las poáceas. Es originario del sur de la India y Sri Lanka.
Algunos autores lo clasifican como Dendrocalamus, Oxytenanthera,  (Dendrocalamus monadelphus Thwaites, Oxytenanthera thwaitesii Munro, Oxytenanthera monadelpha (Thwaites) Alston).

## Especies
(La mayoría obsoletas)
- Pseudoxytenanthera albociliata
- Pseudoxytenanthera bourdillonii
- Pseudoxytenanthera densa
- Pseudoxytenanthera dinhensis
- Pseudoxytenanthera hayatae
- Pseudoxytenanthera hosseusii
- Pseudoxytenanthera monadelpha
- Pseudoxytenanthera nigrociliata
- Pseudoxytenanthera parvifolia
- Pseudoxytenanthera poilanei
- Pseudoxytenanthera ritcheyi
- Pseudoxytenanthera ritchiei
- Pseudoxytenanthera sinuata
- Pseudoxytenanthera stocksii
- Pseudoxytenanthera tenuispiculata